# Semaj Christon
Semaj Christon, né le 1er novembre 1992 à Cincinnati, Ohio (États-Unis), est un joueur américain de basket-ball mesurant 1,87 m et évoluant au poste de meneur.

## Carrière universitaire
En 2012, il rejoint le Musketeers de Xavier en NCAA.

## Carrière professionnelle
Christon est choisi en 55e place par le Heat de Miami lors de la draft 2014 de la NBA. Ses droits sont transférés aux Hornets de Charlotte dans l'échange envoyant Shabazz Napier au Heat de P. J. Hairston aux Hornets. Il est de nouveau transféré au Thunder d'Oklahoma City contre une somme d'argent le même soir.

Le 24 juillet 2019, il s’engage avec le club français du Limoges CSP. En janvier 2020, Christon quitte Limoges pour rejoindre, jusqu'à la fin de la saison, le Saski Baskonia, club espagnol qui participe à l'Euroligue.
Au mois de juillet 2020, il s'engage pour une saison au Tofaş Bursa en première division turque.
En août 2021, Christon rejoint le Ratiopharm Ulm, club allemand de première division.

## Clubs successifs
- 2012-2014 :  Musketeers de Xavier (NCAA).

## Palmarès
- Champion d'Espagne : 2020
- First team All-Big East Conference (2014)
- Second team All-A10 (2013)
- A10 Rookie of the Year (2013)

## Statistiques

### Universitaires
Les statistiques en matchs universitaires de Semaj Christon sont les suivantes :
| Année     | Équipe               | Matches | Titul. | Min./m. | %tir | %3pts | %l-f | rbds/m. | pass/m. | int/m. | ctr/m. | pts/m. |
| --------- | -------------------- | ------- | ------ | ------- | ---- | ----- | ---- | ------- | ------- | ------ | ------ | ------ |
| 2012-2013 | Musketeers de Xavier | 30      | 29     | 34,3    | 44,4 | 25,0  | 67,2 | 2,87    | 4,63    | 1,50   | 0,10   | 15,20  |
| 2013-2014 | Musketeers de Xavier | 34      | 34     | 35,3    | 47,9 | 38,8  | 66,8 | 2,68    | 4,18    | 1,32   | 0,24   | 17,00  |
| Total     | Total                | 64      | 63     | 34,8    | 46,2 | 33,8  | 67,0 | 2,77    | 4,39    | 1,41   | 0,17   | 16,16  |